# Досвеллии
Досвеллии (лат. Doswellia) — род наземных хищных крокодилоподобных архозавроморф из семейства Doswelliidae, живших во времена триасового периода (карнийский — норийский века) на территории современной Северной Америки.

## Особенности строения
Череп скульптурированный, очень низкий, с узкой удлинённой мордой. Развиты только верхние височные окна, глазницы обращены вверх. Имеются нёбные зубы, расположенные на птеригоиде. Длина черепа — 15 см, общая длина животного — около 2 м. Досвеллия обладала хорошо развитым спинным панцирем из остеодерм. Любопытной особенностью досвеллии были рёбра, изогнутые под углом почти 90°, так что туловище в грудной области было почти прямоугольным в поперечном сечении.

## Систематика
В рамках кладистики досвеллия отнесена к кладе Proterochampsia из более крупной клады Archosauriformes. Наличие у досвеллии панциря могло означать, что она близка к другим панцирным архозавроморфам — растительноядным этозаврам, но деталями строения спинного панциря и остеодерм досвеллия отличается от них.